# ブライアン・ラバスティーダ
ブライアン・ラバスティーダ（Bryan Lavastida, 1998年11月27日 - ）は、アメリカ合衆国フロリダ州ハイアリア出身のプロ野球選手（捕手）。右投右打。MLBのクリーブランド・ガーディアンズ所属。

## 経歴
2018年のMLBドラフト15巡目（全体463位）でクリーブランド・インディアンスから指名され、プロ入り。契約後、傘下のルーキー級アリゾナリーグ・インディアンスでプロデビュー。33試合に出場して打率.292、1本塁打、20打点、5盗塁を記録した。
2019年はA-級マホーニングバレー・スクラッパーズとA級レイクカウンティ・キャプテンズでプレーし、2球団合計で59試合に出場して打率.335、2本塁打、38打点、3盗塁を記録した。
2020年は新型コロナウイルスの影響でマイナーリーグの試合が開催されなかったため、公式戦の出場は無かった。
2021年はA+級レイクカウンティ、AA級アクロン・ラバーダックス、AAA級コロンバス・クリッパーズでプレーし、3球団合計で84試合に出場して打率.289、9本塁打、51打点、16盗塁を記録した。オフの11月19日にはルール・ファイブ・ドラフトでの流出を防ぐために40人枠入りした。
2022年は開幕をメジャーで迎え、4月10日のカンザスシティ・ロイヤルズ戦にて「9番・捕手」で先発出場してメジャーデビュー（この試合での結果は4打数無安打1四球）。

## プレースタイル
攻守にバランスが取れた捕手であり、コンタクト力と年間12～15本塁打は見込めるパワーを備える。肩は捕手としては平均的だが、俊足なため運動能力に長けている。

## 詳細情報

### 年度別打撃成績
| 年 度     | 球 団     | 試 合 | 打 席 | 打 数 | 得 点 | 安 打 | 二 塁 打 | 三 塁 打 | 本 塁 打 | 塁 打 | 打 点 | 盗 塁 | 盗 塁 死 | 犠 打 | 犠 飛 | 四 球 | 敬 遠 | 死 球 | 三 振 | 併 殺 打 | 打 率 | 出 塁 率 | 長 打 率 | O P S |
| --------- | --------- | ----- | ----- | ----- | ----- | ----- | -------- | -------- | -------- | ----- | ----- | ----- | -------- | ----- | ----- | ----- | ----- | ----- | ----- | -------- | ----- | -------- | -------- | ----- |
| 2022      | CLE       | 6     | 15    | 12    | 0     | 1     | 0        | 0        | 0        | 1     | 0     | 0     | 0        | 0     | 0     | 3     | 0     | 0     | 4     | 0        | .083  | .267     | .083     | .350  |
| 通算：1年 | 通算：1年 | 6     | 15    | 12    | 0     | 1     | 0        | 0        | 0        | 1     | 0     | 0     | 0        | 0     | 0     | 3     | 0     | 0     | 4     | 0        | .083  | .267     | .083     | .350  |

- 2022年度シーズン終了時

### 年度別守備成績
| 年 度 | 球 団 | 捕手（C） | 捕手（C） | 捕手（C） | 捕手（C） | 捕手（C） | 捕手（C） | 捕手（C） | 捕手（C） | 捕手（C） | 捕手（C） | 捕手（C） |
| 年 度 | 球 団 | 試 合     | 刺 殺     | 補 殺     | 失 策     | 併 殺     | 守 備 率  | 捕 逸     | 企 図 数  | 許 盗 塁  | 盗 塁 刺  | 阻 止 率  |
| ----- | ----- | --------- | --------- | --------- | --------- | --------- | --------- | --------- | --------- | --------- | --------- | --------- |
| 2022  | CLE   | 6         | 36        | 1         | 0         | 0         | 1.000     | 0         | 2         | 2         | 0         | .000      |
| MLB   | MLB   | 6         | 36        | 1         | 0         | 0         | 1.000     | 0         | 2         | 2         | 0         | .000      |

- 2022年度シーズン終了時

### 背番号
- 10（2022年 - ）